# Yang Hyun-Mo
Yang Hyun-Mo, född den 23 mars 1971, är en sydkoreansk brottare som tog OS-silver i mellanviktsbrottning i fristilsklassen 1996 i Atlanta. 